# Lagrange-függvény
Egy dinamikai rendszer Lagrange-függvénye (L) olyan függvény, amely összegzi a rendszer dinamikáját. Joseph Louis Lagrange után kapta a nevét. A függvénynek a bevezetése William Rowan Hamilton ír matematikus nevéhez fűződik. Klasszikus mechanikában a Lagrange-függvény úgy van meghatározva, mint a rendszer teljes mozgási energiájának {\displaystyle T} és a rendszer teljes potenciális energiájának {\displaystyle V} a különbsége.
Matematikailag:
{\displaystyle L=T-V.\quad }
Ha ismerjük egy rendszer Lagrange-függvényét, akkor a mozgásegyenletek megkaphatók, ha behelyettesítjük a Lagrange-függvényt az Euler–Lagrange-egyenletbe.

## A Lagrange-formalizmus

### Fontosság
A Lagrange-formalizmus nemcsak a széles alkalmazhatósága miatt fontos, hanem azért is, mert általa jobban megismerhetjük a fizikát. Annak ellenére, hogy a Lagrange-függvény csak a klasszikus mechanikát hivatott leírni, a legkisebb hatás elvével, amit arra használunk, hogy felírjuk a Lagrange-egyenletet, alkalmazhatóvá vált a kvantummechanikában is.

### Más módszerekkel szembeni előnyök
- Ebben a formalizmusban nem vagyunk egyik koordináta-rendszerhez sem láncolva, hanem bármelyik nekünk előnyös {\displaystyle \varphi _{i}(s)} változót használhatjuk a rendszer leírására, amelyeket általános koordinátáknak nevezzük, s ezek a rendszernek bármilyen független változói lehetnek. Például a mágneses tér erőssége egy pontban, egy pont helyzete a térben, stb.

- Ha a Lagrange-függvény invariáns bizonyos szimmetriára, akkor a keletkező mozgásegyenletek is invariánsak lesznek az illető szimmetriára.

- A Lagrange-függvényből származtatott egyenletek egyértelműek és nem önellentmondóak.

### "Ciklikus koordináták" és megmaradási tételek
Az egyik fontos tulajdonsága a Lagrange-függvénynek az, hogy a megmaradási tételek könnyen kiolvashatók belőle. Például ha a Lagrange-függvény {\displaystyle {\mathcal {L}}} csak az egyik általános koordináta idő szerinti deriválttól függ {\displaystyle {\dot {q}}_{i}} de nem függ magától az általános koordinátától, akkor az általánosított impulzus,
{\displaystyle p_{i}={\frac {\partial {\mathcal {L}}}{\partial {\dot {q}}_{i}}}},
egy megmaradó mennyiség. Ez egy speciális esete a Noether-tételnek, s az ilyen koordinátákat ciklikusaknak nevezzük.
Például az alábbi általánosított impulzus,
{\displaystyle p_{2}={\frac {\partial {\mathcal {L}}}{\partial {\dot {q}}_{2}}}},
megmaradása azonnal belátható, ha a rendszer Lagrange-függvénye a következő alakú:
{\displaystyle {\mathcal {L}}(q_{1},q_{2},q_{3},q_{4},\dots ;{\dot {q}}_{1},{\dot {q}}_{2},{\dot {q}}_{3},{\dot {q}}_{4},\dots ;t)}.
Amennyiben a Lagrange-függvény nem függ expliciten az időtől, akkor a rendszer energiája lesz egy megmaradó mennyiség.

## Euler–Lagrange-egyenlet
A mechanikai rendszerek mozgásegyenleteit legáltalánosabban a legkisebb hatás elvével adhatjuk meg. Vagyis, ha egy adott mechanikai rendszert egy adott
{\displaystyle {\mathcal {L}}(q_{1},q_{2},q_{3},q_{4},\dots ;{\dot {q}}_{1},{\dot {q}}_{2},{\dot {q}}_{3},{\dot {q}}_{4},\dots ;t)\,.}
függvény jellemez, a rövidség kedvéért jelöljük csak {\displaystyle {\mathcal {L}}(q,{\dot {q}},t)}-nek, s a rendszer helyzetét a {\displaystyle t=t_{1}} és {\displaystyle t=t_{2}} időpillanatokban a {\displaystyle q^{(1)}} és {\displaystyle q^{(2)}} koordináták jellemzik, akkor a két helyzet között úgy fog mozogni a rendszer, hogy az
{\displaystyle {\mathcal {S}}=\int \limits _{t_{1}}^{t_{2}}{\mathcal {L}}(q,{\dot {q}},t)dt}
minimális legyen, ahol az {\displaystyle {\mathcal {S}}} integrált hatásfüggvénynek nevezzük. 
Legyen {\displaystyle q=q(t)} az a függvény, amelyre a hatásfüggvény (a fenti integrál) minimális. Ekkor ha {\displaystyle q(t)} függvényt helyettesítjük bármely {\displaystyle q(t)+\delta q(t)} függvénnyel, ahol a  {\displaystyle \delta q(t)} egy tetszőleges függvény, amely {\displaystyle t_{1}} és {\displaystyle t_{2}} között kis értékeket vesz fel (matematikailag a {\displaystyle q(t)} variációjának nevezzük), az az {\displaystyle {\mathcal {S}}} növekedéséhez vezet.
Minden {\displaystyle q(t)+\delta q(t)} függvénynek a {\displaystyle t=t_{1}} és {\displaystyle t=t_{2}} időpillanatokban ugyanazt a {\displaystyle q^{(1)}} és {\displaystyle q^{(2)}} értéket kell felvennie, s ez csak akkor lehetséges, ha 
{\displaystyle {\mathcal {\delta }}q(t_{1})=\delta q(t_{2})=0}
Ha a hatásfüggvényben a {\displaystyle q}-t helyettesítjük {\displaystyle q+\delta q}-val, akkor az {\displaystyle {\mathcal {S}}} változását a 
{\displaystyle \int _{t_{1}}^{t_{2}}{\mathcal {L}}(q+\delta q,{\dot {q}}+\delta {\dot {q}},t)dt-\int _{t_{1}}^{t_{2}}{\mathcal {L}}(q,{\dot {q}},t)dt}
különbség fogja megadni. Ha ezt sorbafejtjük és csak az elsőrendű tagokat vesszük figyelembe (ezt az integrál első variációjának nevezzük), akkor az {\displaystyle {\mathcal {S}}} extrémumának szükséges feltétele az, hogy ezeknek a tagoknak az összege 0 legyen, s akkor a legkisebb hatás elvét a következő alakban írhatjuk fel:
{\displaystyle \delta {\mathcal {S}}=\delta \int _{t_{1}}^{t_{2}}{\mathcal {L}}(q,{\dot {q}},t)dt=0}
Ha végrehajtjuk a variációt, akkor a következő alakhoz jutunk:
{\displaystyle \int _{t_{1}}^{t_{2}}({\frac {\partial {\mathcal {L}}}{\partial q}}\delta q+{\frac {\partial {\mathcal {L}}}{\partial {\dot {q}}}}\delta {\dot {q}})dt=0}
Behelyettesítve, hogy {\displaystyle {\mathcal {\delta }}{\dot {q}}={\frac {d}{dt}}\delta q}, valamint a második tagot parciálisan integrálva, és figyelembe véve, hogy {\displaystyle {\mathcal {\delta }}q(t_{1})=\delta q(t_{2})=0}, a következő kifejezést kapjuk:
{\displaystyle \int _{t_{1}}^{t_{2}}({\frac {\partial {\mathcal {L}}}{\partial q}}-{\frac {d}{dt}}{\frac {\partial {\mathcal {L}}}{\partial {\dot {q}}}})\delta qdt=0},
ami csak akkor lehetséges, ha az integrandus nulla, tetszőleges {\displaystyle \delta q} értékek mellett, s ez csak akkor lehetséges, ha 
{\displaystyle {\frac {\partial {\mathcal {L}}}{\partial q}}-{\frac {d}{dt}}{\frac {\partial {\mathcal {L}}}{\partial {\dot {q}}}}=0}.
A fenti egyenletet nevezzük az Euler–Lagrange-egyenletnek, s ha ismerjük egy adott rendszer Lagrange-függvényét, akkor behelyettesítve a fenti egyenletbe, s elvégezve a deriválásokat megkapjuk az adott rendszer mozgásegyenleteit.

## Példa klasszikus mechanikából

### Derékszögű koordináta-rendszerben
Ha háromdimenziós térben vagyunk, akkor egy anyagi pont Lagrange-függvénye a következő:
{\displaystyle L({\vec {x}},{\dot {\vec {x}}})\ =\ {\frac {1}{2}}\ m\ {\dot {\vec {x}}}^{2}\ -\ V({\vec {x}})}.
Az Euler–Lagrange-egyenlet a következő alakú lesz:
{\displaystyle {\frac {\mathrm {d} }{\mathrm {d} t}}\ \left(\,{\frac {\partial L}{\partial {\dot {x}}_{i}}}\,\right)\ -\ {\frac {\partial L}{\partial x_{i}}}\ =\ 0}
ahol {\displaystyle i=1,2,3}.
A deriválások elvégzése után a következőket kapjuk:
{\displaystyle {\frac {\partial L}{\partial x_{i}}}\ =\ -\ {\frac {\partial V}{\partial x_{i}}}}
{\displaystyle {\frac {\partial L}{\partial {\dot {x}}_{i}}}\ =\ {\frac {\partial ~}{\partial {\dot {x}}_{i}}}\,\left(\,{\frac {1}{2}}\ m\ {\dot {\vec {x}}}^{2}\,\right)\ =\ {\frac {1}{2}}\ m\ {\frac {\partial ~}{\partial {\dot {x}}_{i}}}\,\left(\,{\dot {x}}_{i}\,{\dot {x}}_{i}\,\right)=\ m\,{\dot {x}}_{i}}
{\displaystyle {\frac {\mathrm {d} }{\mathrm {d} t}}\ \left(\,{\frac {\partial L}{\partial {\dot {x}}_{i}}}\,\right)\ =\ m\,{\ddot {x}}_{i}}

### Polárkoordináta-rendszerben
Ha polárkoordináta-rendszeben dolgozunk, akkor az anyagi pont Lagrange-függvénye a következő lesz:
{\displaystyle L={\frac {m}{2}}({\dot {r}}^{2}+r^{2}{\dot {\theta }}^{2}+r^{2}\sin ^{2}\theta {\dot {\varphi }}^{2})-V(r).}
S az Euler–Lagrange-egyenletek az alábbiak lesznek:
{\displaystyle m{\ddot {r}}-mr({\dot {\theta }}^{2}+\sin ^{2}\theta {\dot {\varphi }}^{2})+V'=0,}
{\displaystyle {\frac {\mathrm {d} }{\mathrm {d} t}}(mr^{2}{\dot {\theta }})-mr^{2}\sin \theta \cos \theta {\dot {\varphi }}^{2}=0,}
{\displaystyle {\frac {\mathrm {d} }{\mathrm {d} t}}(mr^{2}\sin ^{2}\theta {\dot {\varphi }})=0.}